# Wadi as-Safi
Wadi as-Safi, Wadih El Safi (ur. 1 listopada 1921 w Niha, zm. 11 października 2013 w Bejrucie) – libański piosenkarz i kompozytor.